# Häuslinger Marmor
Der Häuslinger Marmor (auch Melker Marmor) ist ein im Dunkelsteinerwald in Niederösterreich vorkommender und bei Häusling und Kochholz gebrochener Marmor, der geologisch mit dem Wachauer Marmor vergleichbar ist.

## Vorkommen
Der grobkörnige Marmor wurde in mehreren kleinen Steinbrüchen um den 466 hohen Kalkberg abgebaut. Der östlich von Melk vorkommende Marmor. Seine Lagerstätte bilden sehr kleine, lang gestreckte Linsen, die eine Ausdehnung von bis zu 200 m und eine Mächtigkeit von 10 bis 30 m erreichen.

## Verwendung
Der Stein wurde bereits von den Römern genutzt, da er auf der Donau leicht transportiert werden konnte, womit sich seine Nutzung für Statuen und Grabplatten bis in den Tullner Raum erklären lässt. Auch später wurde der Stein als Baugestein genutzt, so etwa für die Strebepfeiler der Pfarrkirche Mauer und den Altarstein der Pfarrkirche in Karlstetten sowie für den lokalen Bedarf an Grab- und Dekorsteinen. In der 2. Hälfte des 19. Jahrhunderts ist der Marmor bis nach Wien hinein zum Bau verwendet worden.
Das Marmorvorkommen wurde wohl in erster Linie zur Herstellung von Branntkalk im Bauwesen verwendet. Die Qualität dieses Marmors ist stark schwankend. Es gibt relativ rein graue bis zu schlierigen, gebänderten und dunkelgrauen Banklagen mit den Nebengemengteilen Muskovit, Hornblende und Pyrit. Der Pyritgehalt im reinen, hellgrauen Häuslinger Marmor wirkt sich äußerst negativ auf dessen Verwitterungsverhalten aus, da es sich zu ätzender Schwefelsäure zersetzt und den Marmor schädigt.